# NWA 869

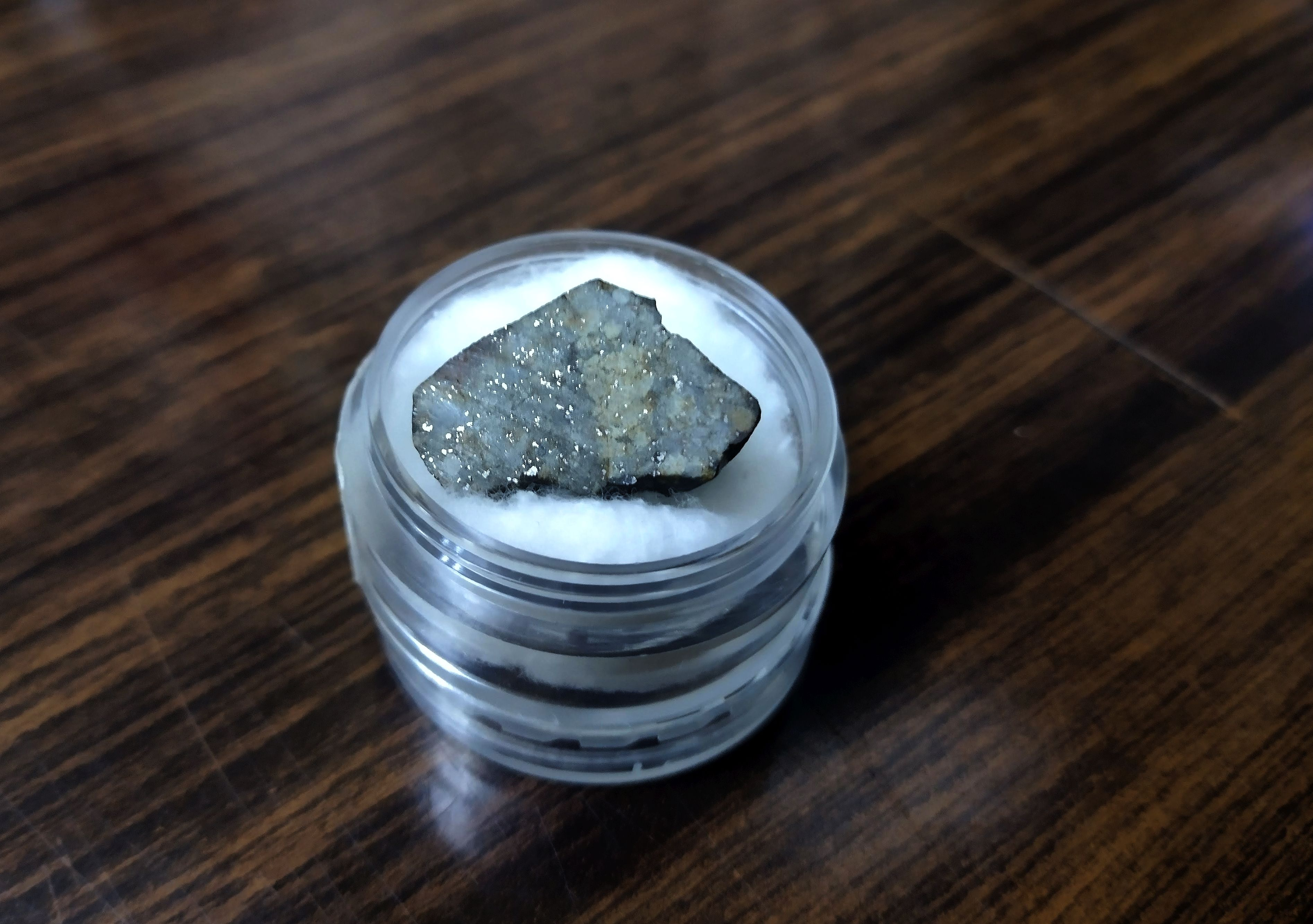
Muestra de 5 gramos del meteorito NWA 869 de una colección privada

El meteorito NWA 869 fue descubierto en el año 2000 cerca de Tinduf, en Argelia.
Es clasificado como una condrita ordinaria de tipo petrológico L3-6, lo que significa que posee una cantidad hierro menor (L), posee una alteración acuosa mínima (3) y los cóndrulos se han modificado por deformación térmica. Es uno de los meteoritos más interesantes y abundantes que se han encontrado en el noroeste de África debido a que estalló en miles de piedras calculándose su peso aproximado en unos 3000 kilos.
Si bien su denominación oficial es "NWA 869" este meteorito puede estar emparentado con los NWA 787 NWA 900 y otros más por lo que es posible que todos ellos procedan del mismo cuerpo parental.